# Martin Galia
Martin Galia (Ostrava, 1979. április 12. –) cseh válogatott kézilabdázó. Részt vett a 2015-ös világbajnokságon és a 2018-as Európa-bajnokságon.

## Pályafutása

### Klubcsapatban
Martin Galia hazájában kezdte pályafutását, ahol a HC Baník Karviná csapatában játszott. Egy évet eltöltött a svéd Redbergslidsnél is, majd 2004-ben a német Bundesligában szereplő Frisch Auf Göppingen játékosa lett. Négy évet töltött el itt, 2006-ban EHF-kupa-döntőbe jutott a Göppingennel. A 2005–2006-os szezonban a bajnokság legjobb kapusa volt, a statisztikák szerint 508 védést mutatott be az idény során. 2008 nyarán a TBV Lemgo igazolta le.
2009. március 28-án egy dopping ellenőrzésen oktopamin nyomaira bukkantak a szervezetében és miután a B-minta is pozitív lett, Galiát hat hónapra eltiltották, ezenfelül pedig 20 000 eurós bírságot kellett fizetnie. 2010-ben EHF-kupát nyert a Lemgóval. A 2010-11-es szezon után Galia a TV Großwallstadtban folytatta pályafutását, ahol 2013-ig játszott. Ezt követően a svájci TSV St. Otmar St. Gallen csapatához írt alá, 2016-ban pedig a lengyel Górnik Zabrze játékosa lett.

### A válogatottban
A cseh válogatottban 2001-ben mutatkozott be. Részt vett a 2015-ös világbajnokságon és a 2018-as Európa-bajnokságon. Utóbbi tornán teljesítményével jelentősen hozzájárult, hogy a csehek a magyarokat és a dánokat is legyőzve továbbjutottak csoportjukból, majd végül a 6. helyen fejezték be a tornát.